# Andreï Moïsseïev
 (août 2025).
Si vous disposez d'ouvrages ou d'articles de référence ou si vous connaissez des sites web de qualité traitant du thème abordé ici, merci de compléter l'article en donnant les références utiles à sa vérifiabilité et en les liant à la section « Notes et références ».
Pour les articles homonymes, voir Moïsseïev.
Andreï Sergueïevitch Moïsseïev (en russe : Андрей Сергеевич Моисеев, transcription anglaise : Andrey Moiseyev), né le 3 juin 1979 à Rostov-sur-le-Don, est un athlète russe, double champion olympique de pentathlon moderne en 2004 à Athènes puis en 2008 à Pékin.

## Palmarès
| Discipline/Année                         | 2001 | 2002 | 2003 | 2004 | 2005 | 2006 | 2007 | 2008 | 2009 | 2010 | 2011 | 2012 |
| ---------------------------------------- | ---- | ---- | ---- | ---- | ---- | ---- | ---- | ---- | ---- | ---- | ---- | ---- |
| Jeux olympiques Individuel               | -    | -    | -    | 1    | -    | -    | -    | 1    | -    | -    | -    | 7    |
| Championnats du monde seniors Individuel | -    | -    | -    | -    | 3    | -    | -    | -    | -    | -    | 1    | 2    |
| Championnats du monde seniors Équipe     | 3    | -    | -    | 1    | 1    | -    | -    | 1    | -    | -    | 1    | 1    |
| Championnats du monde seniors Relais     | -    | -    | -    | 1    | -    | -    | -    | -    | -    | -    | -    | -    |
| Championnats d'Europe seniors Individuel | -    | -    | -    | -    | -    | 2    | -    | 1    | -    | -    | 1    | -    |
| Championnats d'Europe seniors Équipe     | -    | -    | 1    | -    | 2    | 3    | 1    | 1    | -    | -    | -    | 1    |
| Championnats d'Europe seniors Relais     | -    | -    | -    | -    | -    | -    | -    | -    | -    | -    | -    | -    |

Ce palmarès n'est pas complet